# Tinker Bell
Tinker Bell is een Amerikaanse computer-geanimeerde film uit 2008 die is gebaseerd op de Disney Fairies franchise die geproduceerd is door DisneyToon Studios.
De film gaat over Tinkelbel, een fee gecreëerd door J. M. Barrie in zijn toneelstuk Peter Pan. Tinkelbel en Peter Pan speelden samen in de tekenfilm uit 1953 en in het vervolg uit 2002 gaan ze terug naar Nooitgedachtland. Anders dan bij de voorgaande Disney films, die gemaakt zijn met de traditionele animaties, is deze film gemaakt met 3D. Het is bovendien de eerste film waarin de Disney versie van Tinkelbel spreekt.

## Verhaal
Het verhaal in de film gaat over het leven van Tinkelbel in Pixie Hollow. Tinkelbel leert dat ze een tinker elfje (knutselelfje) is en wil hier vanaf, omdat knutselelfjes niet naar het mensenland mogen gaan. Ze wil liever net zo zijn als haar vijf beste vriendinnen. Dit zijn elfjes van andere talenten (o.a. water (Zilverdauw), licht (Iridessa), dier (Fauna), tuin(Rosetta), wind (Vidia)) die wel naar het mensenland mogen gaan. In haar pogingen om net als haar vriendinnen te zijn gaat er van alles mis en als lente dreigt later te komen, doet Tinkelbel er alles aan haar fouten te herstellen en lente alsnog op tijd te laten komen.

## Originele stemmen
- Mae Whiteman als Tinker Bell
- Kristen Chenoweth als Rosetta
- Raven-Symoné als Iridessa
- Lucy Liu als Zilverdauw/Silvermist
- America Ferrera als Faun/Fawn
- Jane Horrocks als Vrouwtje Knutsel
- Jesse McCartney als Timo/Terence
- Jeff Bennett als Hamel/Clank
- Rob Paulsen als Bel/Bobble
- Pamela Adlon als Vidia
- Anjelica Huston als Koningin Clarion

## Nederlandse/Vlaamse Stemmen
- Angela Schijf als Tinker Bell
- Anneke Beukman als Rosetta
- Nurlaila Karim als Iridessa
- Rilke Eyckermans als Zilverdauw/Silvermist
- Eline De Munck als Faun/Fawn
- Hetty Heijting als Vrouwtje Knutsel
- Jonas Van Geel als Timo/Terence
- Peter Thyssen als Hamel/Clank
- Jop Joris als Bel/Bobble
- Lien Van de Kelder als Vidia
- Anne Mie Gils als Koningin Clarion